# SCOP (base de datos)

consepto

Base de datos de clasificación estructural de proteínas (SCOP Structural Classification Of Protein) es una clasificación en gran parte manual de dominios estructurales de proteínas basada en similitudes de sus estructuras y secuencias de aminoácidos. Un objetivo de esta clasificación es determinar la relación evolutiva entre proteínas. Las proteínas con las mismas formas pero con poca secuencia o similitud funcional se colocan en diferentes superfamilias, y se supone que solo tienen un ancestro común muy distante. Las proteínas que tienen la misma forma y alguna similitud de secuencia y / o función se colocan en "familias" y se supone que tienen un ancestro común más cercano. Similar a las bases de datos CATH y Pfam, SCOP proporciona una clasificación de dominios estructurales individuales de proteínas, en lugar de una clasificación de las proteínas completas que pueden incluir un número significativo de dominios diferentes. La base de datos SCOP es de libre acceso en Internet. SCOP fue creado en 1994 en el Centro de Ingeniería de Proteínas y el Laboratorio de Biología Molecular . Estuvo  mantenida por Alexey G. Murzin y sus colegas en el Centro de Ingeniería de Proteínas hasta su cierre en 2010 y posteriormente en el Laboratorio de Biología Molecular en Cambridge, Inglaterra. El trabajo en SCOP 1.75 se interrumpió en 2014. Desde entonces, el equipo de SCOPe de UC Berkeley ha sido responsable de actualizar la base de datos de manera compatible, con una combinación de métodos automáticos y manuales. En abril de 2019, fue la última versión es SCOPe 2.07 (marzo de 2018).  La nueva base de datos Structural Classification of Proteins versión 2 (SCOP2) se lanzó a principios de 2020. La nueva actualización incluía un esquema de base de datos mejorado, una nueva API y una interfaz web modernizada. Esta fue la actualización más significativa del grupo de Cambridge desde SCOP 1.75 y se basa en los avances en el esquema del prototipo SCOP 2.